# Gorch Fock (Schriftsteller)

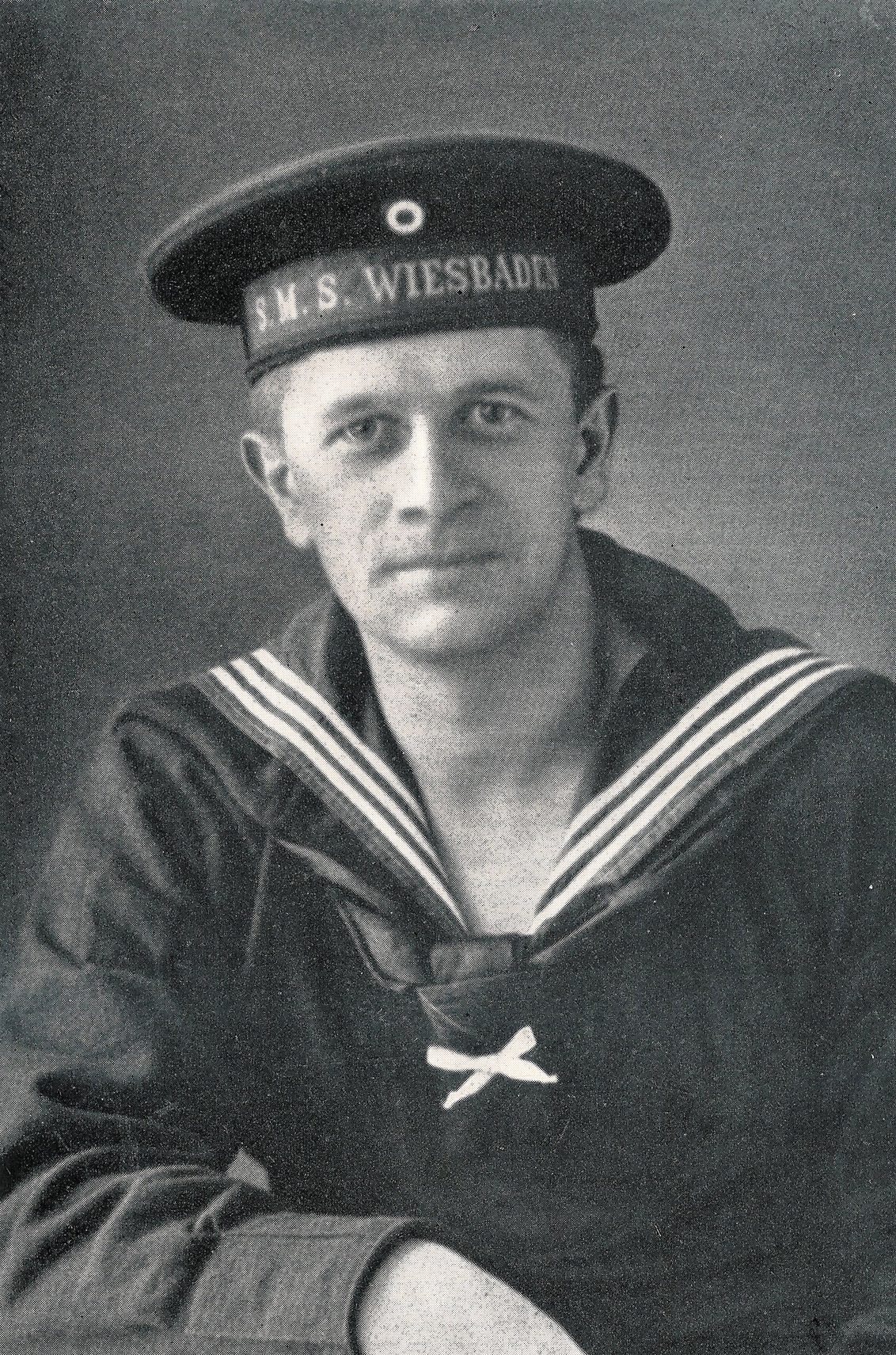
Gorch Fock 1916

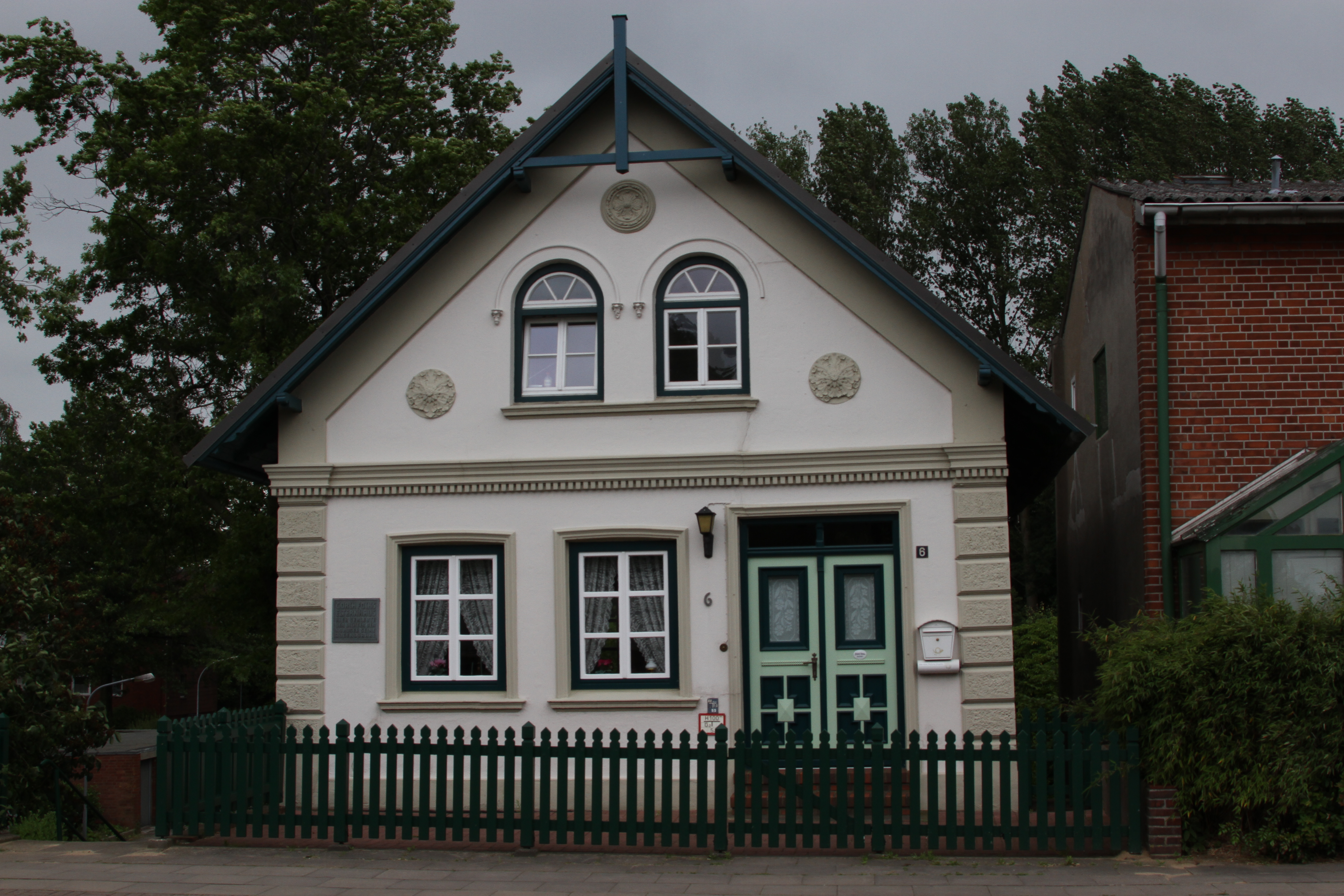
Elternhaus von Gorch Fock in Hamburg-Finkenwerder

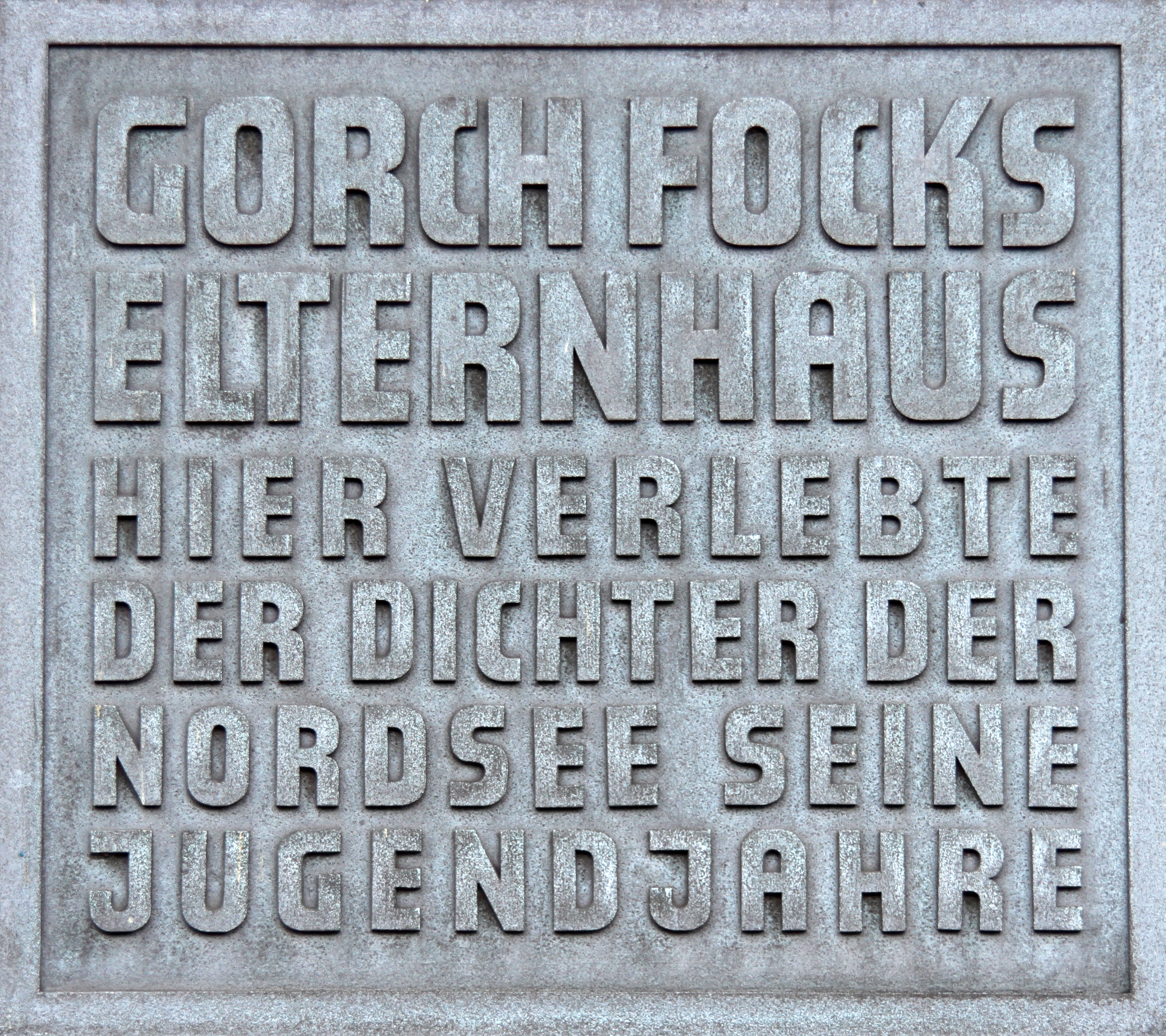
Gedenktafel vor dem Elternhaus Gorch Focks

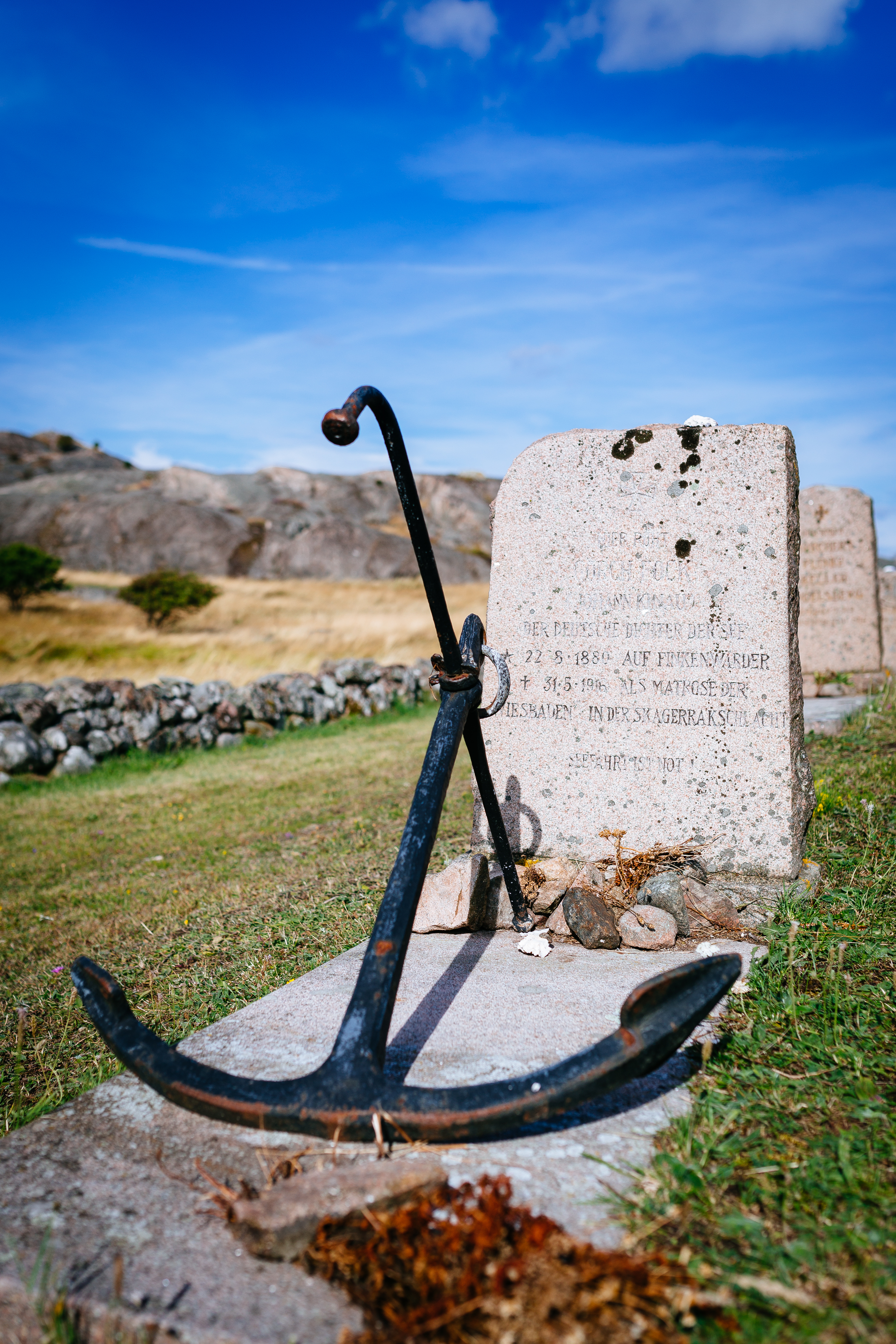
Das Grab Gorch Focks auf der Insel Stensholmen

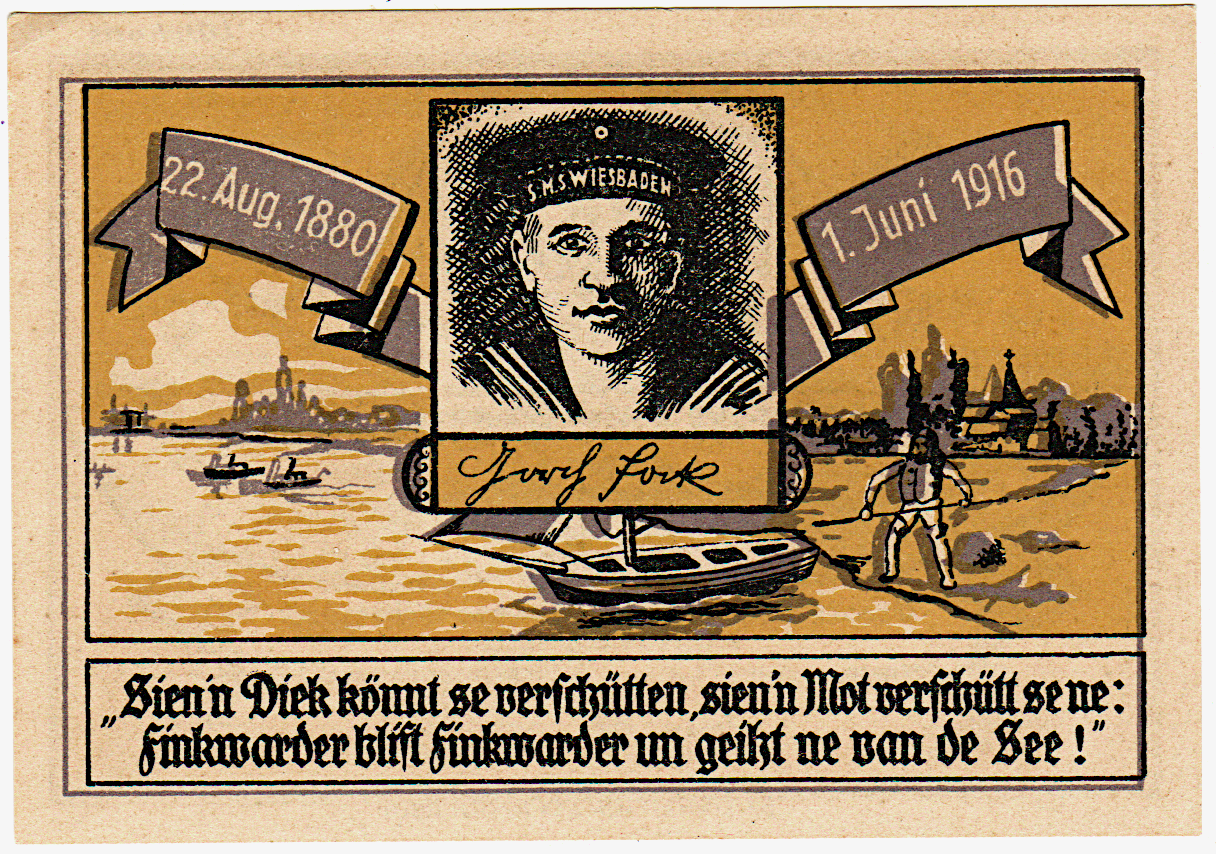
Gorch Fock auf einem Notgeldschein aus Altenwerder & Finkenwerder, von 1921.

Gorch Fock (* 22. August 1880 in Finkenwerder; † 31. Mai 1916 in der Seeschlacht am Skagerrak; eigentlich Johann Wilhelm Kinau) war ein deutscher Schriftsteller. 1917 wurde das Vorpostenboot Gorch Fock nach ihm benannt, später zwei Segelschulschiffe der deutschen Marine, die 1933 gebaute Gorch Fock und die 1958 gebaute Gorch Fock. Weitere Pseudonyme des Autors sind Jakob Holst und Giorgio Focco.

## Leben
Johann Wilhelm Kinau wurde als erstes von sechs Kindern des Hochseefischers Heinrich Wilhelm Kinau und dessen Ehefrau Metta, geb. Holst, auf dem Hamburger Teil der damaligen Elbinsel Finkenwerder geboren. Er hatte zwei Brüder, Jakob Kinau und Rudolf Kinau, die als plattdeutsche Autoren und Heimatdichter eigene Bedeutung gewonnen haben.
Johann Wilhelm Kinau ging auch in Finkenwerder zur Schule. Nachdem er auf der ersten Ausfahrt mit seinem als Hochseefischer arbeitenden Vater seekrank geworden war, begann er 1895 eine kaufmännische Lehre bei seinem Onkel August Kinau in Geestemünde (heute Teil Bremerhavens). 1897 bis 1898 absolvierte er die Handelsschule in Bremerhaven. Seit 1899 hatte er jeweils kurzzeitig verschiedene Stellen als Buchhalter und Kontorist in Meiningen, Bremen und Halle (Saale) inne. Seine zahlreichen Besuche des Hoftheaters in Meiningen inspirierten ihn dabei zur Schriftstellerei. 1904 kehrte er nach Hamburg zurück und arbeitete bei der Zentraleinkaufsgesellschaft deutscher Kolonialwarenhändler, bis er 1907 Buchhalter bei der Hamburg-Amerika-Linie wurde.
Seit 1904 veröffentlichte er zahlreiche meist in seiner Muttersprache, einem finkenwerderischen Plattdeutsch, verfasste Gedichte und Erzählungen unter den Pseudonymen Gorch Fock, Jakob Holst und Giorgio Focco, die in den Hamburger Zeitungen erschienen. Der Vorname Gorch ist demzufolge eine lokaltypische Abwandlung von Georg. Fock ist einer Linie von großelterlichen Vorfahren entlehnt.
1908 heiratete er Rosa Elisabeth Reich, mit der er drei Kinder hatte. Seine Muse und Seelengefährtin wurde während der schriftstellerischen Jahre hingegen die Schauspielerin Aline Bußmann.
1913 erschien sein bekanntestes Werk, der hochdeutsche Roman mit plattdeutschem Dialog Seefahrt ist not!, ein teilweise autobiographisch geprägter Heimatroman mit heroisierenden Zügen. Die verborgene Abhängigkeit von Leitmotiven aus dem Schimmelreiter von Theodor Storm wurde von Robert Wohlleben aufgezeigt. Ab 1914 veröffentlichte er plattdeutsche Kriegsgedichte, die sich hauptsächlich gegen den Kriegsgegner England wendeten.
Im Ersten Weltkrieg wurde Gorch Fock zum 1. April 1915 eingezogen und erhielt in Bremen im Hanseatischen Infanterie-Regiment Nr. 75 seine militärische Grundausbildung. Mitte Juli wurde er zum brandenburgischen Reserve-Infanterie-Regiment 207 versetzt und kämpfte als Infanterist in Serbien und Russland, später dann bei Verdun. Im März 1916 kam er auf eigenen Wunsch vom Heer zur Marine und tat Dienst als Ausguck auf dem vorderen Mast des Kleinen Kreuzers Wiesbaden. In der Seeschlacht am Skagerrak ging er mit dem Kreuzer unter. Seine Leiche wurde auf der schwedischen Insel Väderöbod vor Fjällbacka (nördlich von Göteborg) an Land getrieben und am 2. Juli 1916 auf der nahegelegenen unbewohnten Insel Stensholmen auf einem kleinen Soldatenfriedhof beigesetzt. Dort ruhen weitere deutsche und britische Seeleute. Auf seinem Grab befindet sich ein Anker. Sein Grabstein trägt seinen Namen, seine Lebensdaten und den Titel seines Buches Seefahrt ist not! (58° 34′ 32,7″ N, 11° 16′ 28,6″ O).

## Nachwirkung
Gorch Focks Nachlassverwalterin Aline Bußmann und sein Cousin Hinrich Wriede sollen ihre eigenen Beiträge zu Gorch Fock in einem Ton verfasst haben, der auf dessen „Verherrlichung“ abzielte. Sie wirkten auch an der späteren Vereinnahmung seiner Werke durch die Nationalsozialisten mit. Hinrich Wriede soll Gorch Fock in seiner Erinnerung im Gedenkbuch Gorch Fock und seine Heimat, von Deich und Dünung 1937 als „Held des 1. Weltkrieges“ und zum „Wegbereiter des Nationalsozialismus“ stilisiert haben. Aline Bußmann gab laut Dirk Hempel bereits 1918 in der Herausgabe von Sterne überm Meer die Leitmotive der postumen Rezeption des Schriftstellers vor: „Begeisterung für die See, Kriegs- und Heldenmythos, vermeintlich germanische, nordische und typisch deutsche Züge.“ Gerade Motive wie „Heimat“ und „Kampf“ machten Gorch Fock auch im Dritten Reich populär. Im Jahr 1934 hatten seine Werke eine Gesamtauflage von 700.000 Exemplaren und seine Texte wurden zum Lesestoff in Schulbüchern.
Laut Günter Benjas 2005 erschienener Biografie des Schriftstellers, Gorch Fock. Poet mit Herz für die See, war Gorch Fock unbestreitbar ein Nationalist, aber kein Rassist oder Antisemit. Reinhard Goltz attestiert Gorch Fock für „rassistisches Sinnpotential … lediglich Ansätze“. „Ausgesprochener Antisemitismus“ zeige sich bei Gorch Fock „nur sehr verstreut“.

## Erinnerungskultur
- Gorch-Fock-Haus in Finkenwerder im Neßdeich 6.[7]
- Gorch-Fock-Haus in Wilhelmshaven
- Gorch-Fock-Haus in Meiningen
- Finkenwerder, Gorch-Fock-Park: Gedenkstein.[7]

Nach Gorch Fock sind in Deutschland folgende Objekte benannt:
- Straßen, so z. B. in Hamburg (Gorch-Fock-Wall), Cuxhaven, Emden, Fehmarn, Wedel, Drochtersen, Delmenhorst, Stralsund, Borkum, Westerland, Langwedel (Kreis Verden), Buxtehude, Oldenburg, Schneverdingen,  Korntal, Heide, Münster und Bonn.
- Schulen in Blankenese, Bremerhaven, Cuxhaven, Kiel, Kappeln und Eckernförde
- Schiffe, sowie eine Schiffsklasse
  - Gorch Fock (Schiff, 1917), ein Vorpostenboot der Kaiserlichen Marine
  - Gorch Fock (Schiff, 1933), ein Segelschulschiff der Reichs- und Kriegsmarine
  - Gorch Fock (Schiff, 1958), ein Segelschulschiff der Deutschen Marine
  - Gorch-Fock-Klasse, eine Klasse von Segelschulschiffen
- 2015 listeten die Telefonbuchverzeichnisse für Deutschland insgesamt 139 Straßen, Wege und Plätze mit dem Namen Gorch Fock.

## Werke

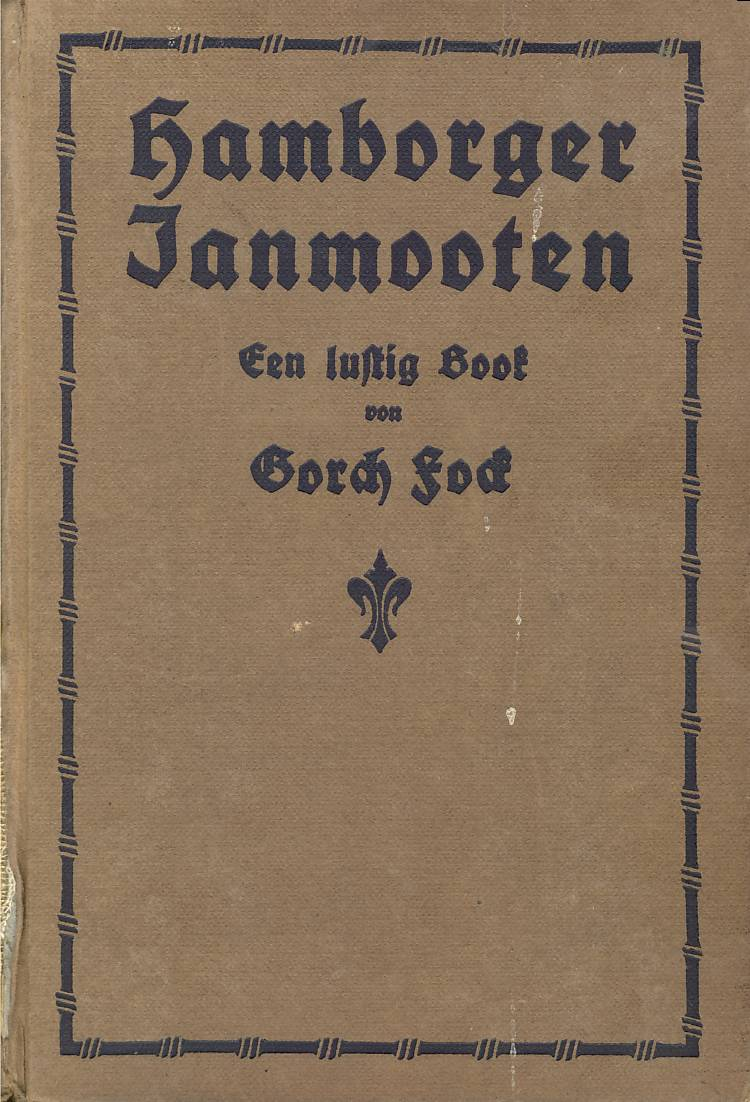
Focks Hamburger Janmooten (Auflage 1918, Glogau Verlag)

- Schullengrieper un Tungenknieper (Erzählungen, plattdeutsch, 1910)

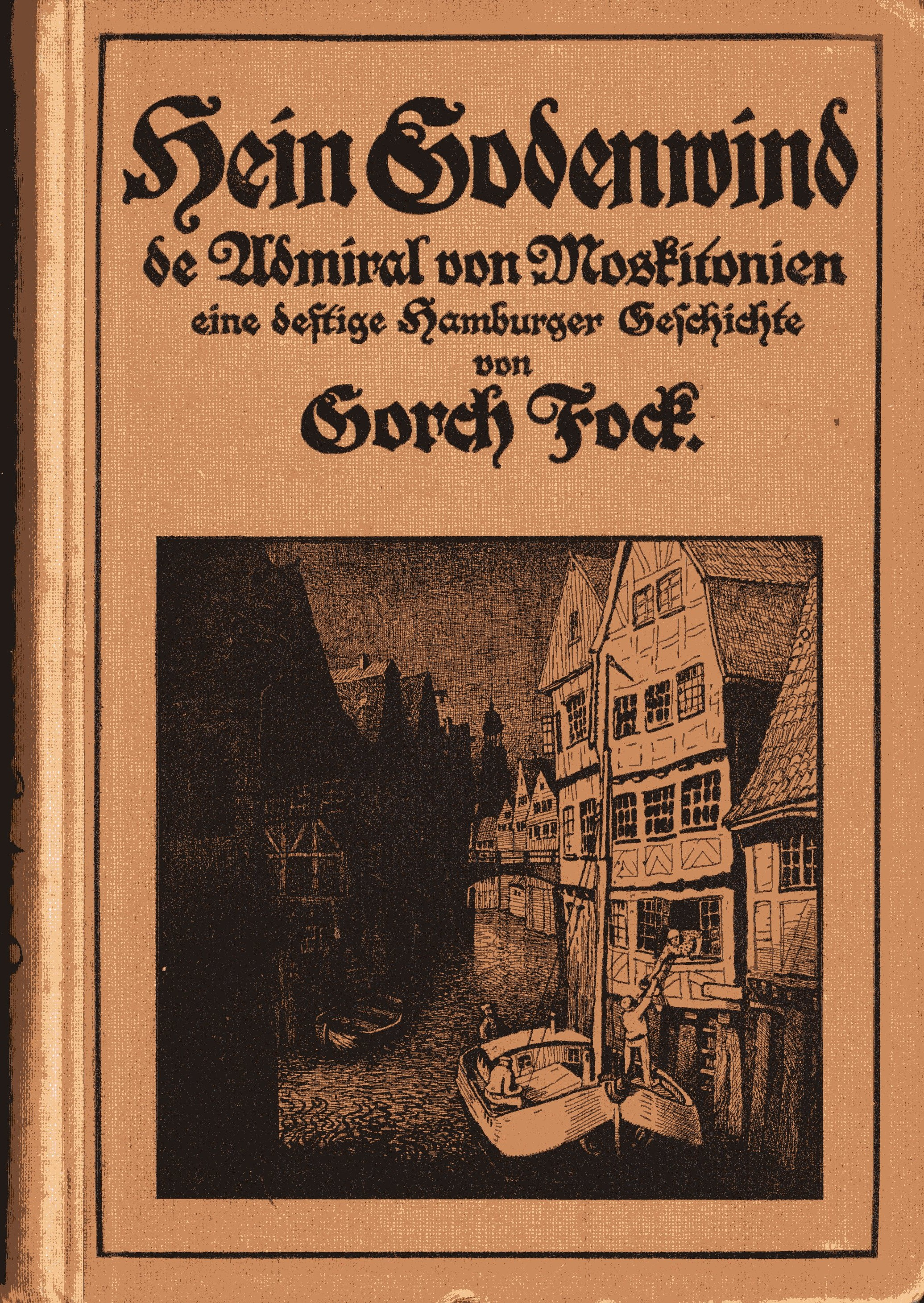
Titelblatt von Gorch Focks Roman "Hein Godenwind, de Admiral von Moskitonien" (Hamburg 1912, Verlag M. Glogau jr.)

- Hein Godenwind, de Admiral von Moskitonien (Roman, 1911)[16] – danach benannt das Seebäderschiff Hein Godenwind und die schwimmende Jugendherberge Hein Godenwind
- Hamborger Janmooten (1913)
- Seefahrt ist not! (Roman, 1913)[17], Neuauflagen: Rowohlt, Reinbek bei Hamburg 1986, ISBN 3-499-14148-5, Sutton, Erfurt 2013, ISBN 3-89702-930-8,
- Fahrensleute (1914)
- Cilli Cohrs (Schauspiel, 1914)
- Doggerbank (Schauspiel, 1914)
- Plattdeutsche Kriegsgedichte (1914–1915)
- Die Keunigin von Honolulu (Schauspiel, 1916)
- Nordsee (Sammlung von Erzählungen, 1916)
- Sterne überm Meer. Tagebuchblätter und Gedichte. (1918, postum)
- Sämtliche Werke, fünf Bände, Hamburg 1925
- Nach dem Sturm, 19 Erzählungen zum zwanzigsten Todestag, 31. Mai 1936, Hamburg[18]
- Mit vollen Segeln (Gesammelte Werke), 1941

### Verfilmungen
- 1921: Seefahrt ist not! (Stummfilm, 5 Akte, 1761 m) – Regie: Rudolf Biebrach, mit Rudolf Biebrach, Lucie Höflich, Albert Kuntze, Hugo Döblin, Ilka Grüning, Werner Pfullmann, Hans Marr, Hermann Picha, Martha Laurance und Tommy Tomborini
- 1966: Die Königin von Honolulu (Ohnsorg-Theater) – Regie: Günther Siegmund, mit Otto Lüthje, Erna Raupach-Petersen, Heidi Mahler, Jochen Schenck, Werner Riepel, Hilde Sicks, Christa Wehling, Karl-Heinz Kreienbaum u. a.
- 1976: Die Königin von Honolulu (Ohnsorg-Theater) – Regie: Günther Siegmund, mit Heidi Mahler, Werner Riepel, Hilde Sicks, Jens Scheiblich, Jürgen Pooch, Edgar Bessen u. a.

### Hörspiele
- 1924: Doggerbank – Regie: Nicht bekannt, mit Hans Langmaack, Hans Baas und Willy Schulze
- 1925: Doggerbank – Regie: Hans Böttcher, mit Hans Langmaack, Käte Alving, Hermann Möller und Adolf Johannesson
- 1926: Cili Cohrs – Regie: Nicht bekannt, mit Käte Alving, Richard Ohnsorg, Hans Langmaack, Hermann Möller und Adolf Johannesson
- 1926: Doggerbank – Regie: Richard Ohnsorg, mit Hans Langmaack, Aline Bußmann, Hermann Möller und Adolf Johannesson
- 1926: Die Königin von Honolulu – Regie: Hans Böttcher, mit Richard Ohnsorg, Elsa Walther, Edith Scholz, Edith Künzel, Aline Bußmann, Hermann Möller, Hans Langmaack, Paul Möhring u. a. – Zwei Live-Übertragungen ohne Aufzeichnung
- 1926: Cili Cohrs – Regie: Otto Mensing, mit Hannah Jessen, Gerhard Schmidt, Bruno Günzel, Willy Martini und Paul Jessen
- 1951: Cili Cohrs – Regie: Günter Jansen
- 1951: Doggerbank – Regie: Eberhard Freudenberg, mit Willy Beutz, Margarethe Wisser, Ferdinand Zeisner und Bernd Wiegmann
- 1957: Hein Godenwind, de Admiral von Moskitonien – Regie: Wolfgang Harprecht, mit Carl Hinrichs, Heinrich Kunst, Georg Gläseker, Thea Waldau, Walter A. Kreye u. a.
- 1965: Cilli Cohrs – Regie: Curt Timm, mit Roswitha Steffen, Karl-Heinz Kreienbaum, Rudolf Beiswanger, Bruno Vahl-Berg und Ernst Grabbe
- 1967: De Keunigin von Honolulu – Regie: Günther Siegmund, mit Otto Lüthje, Erna Raupach-Petersen, Christa Wehling, Ulla Mahrt, Heidi Mahler, Jochen Schenck, Werner Riepel, Hilde Sicks, Rudolf Kinau u. a.

Datum unbekannt:
- Vor 1956: Cili Cohrs – Regie: Günter Jansen, mit Heidi Kabel, Heinz Lanker, Hans Mahler, Georg Pahl und Heini Kaufeld

Anlässlich seines 70. Geburtstags schrieb Rudolf Kinau das Mundart-Hörspiel Gorch Fock – Söbentig Joahr, welches der NWDR Hamburg unter der Regie von Hans Freundt produzierte und am 19. August 1950 erstmals ausstrahlte. Die Sprecher waren u. a. Arnold Risch, Aline Bußmann, Eduard Marks und Hartwig Sievers.